# タートルネック
タートルネック (米: turtle neck) とは、首に密着する丸く高い襟の一種、またはそのような襟を持つ衣服。主にセーターやTシャツ、スウェットに使われ、二重に折り返した状態で着用する。亀 (英語: turtle) が甲羅から首を出す様に似ることからこう呼ばれる。タートルネックはアメリカ英語であり、イギリス英語ではポロネック (英: polo neck) と呼ぶ。日本では徳利の様な形状から徳利首（とっくりくび）、徳利襟（とっくりえり）、または単に徳利（とっくり）と呼ばれる。

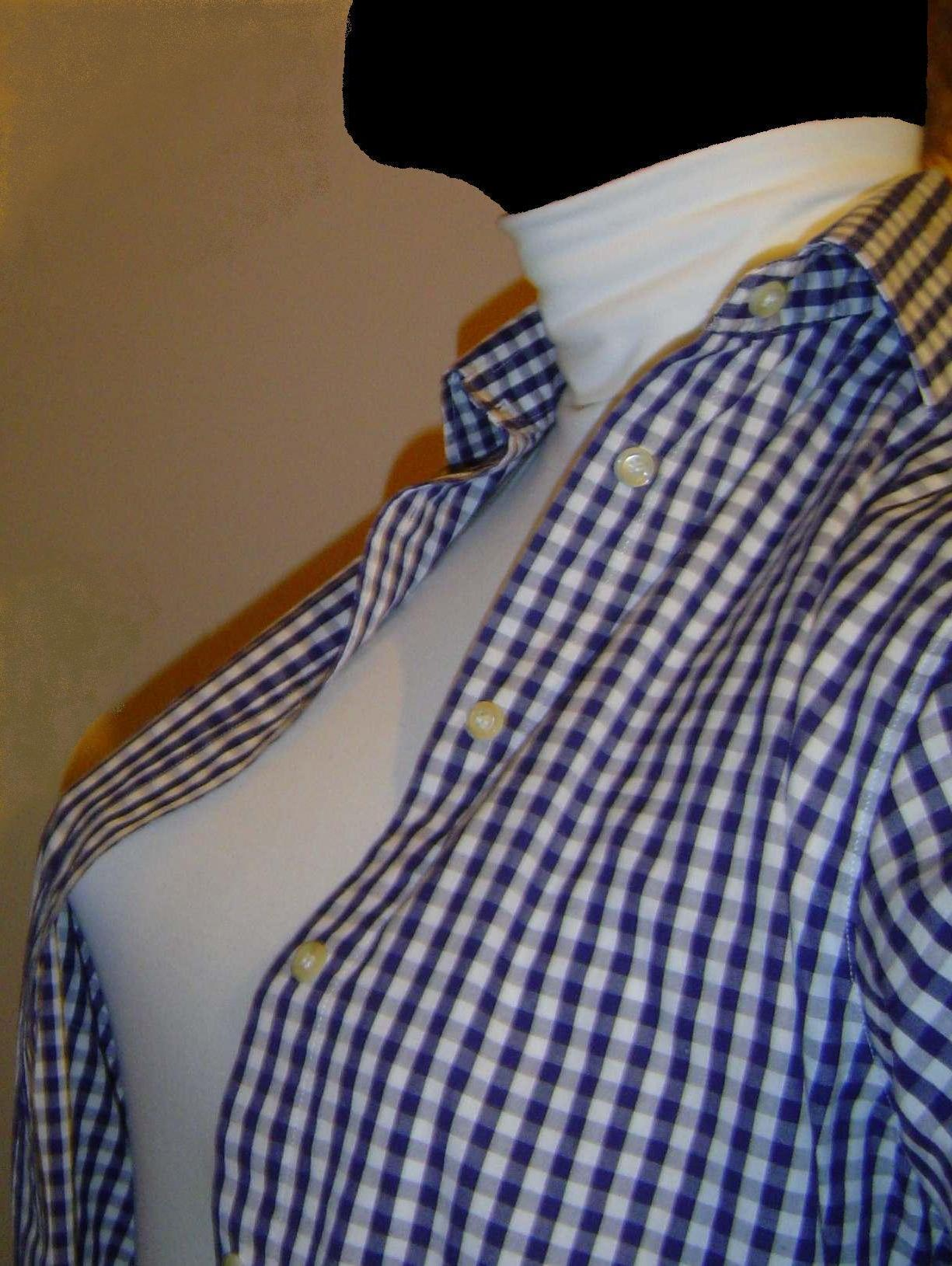
白いタートルネックの服を着たマネキン

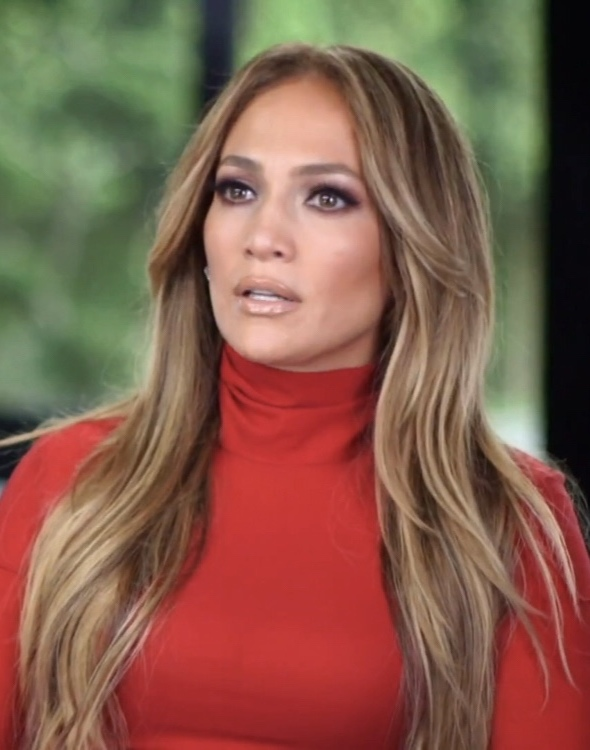
セーターのジェニファー・ロペス
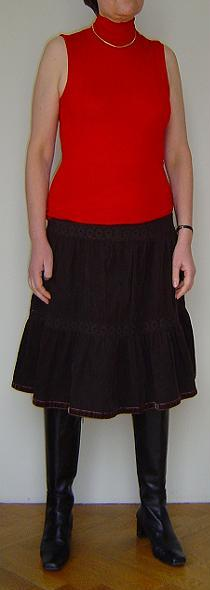
ノースリーブのタートルネック
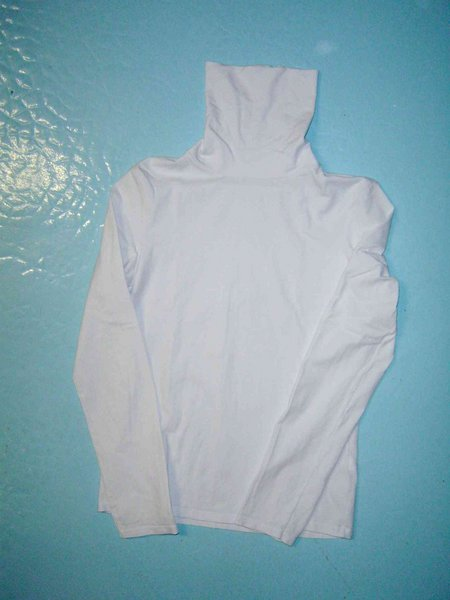
長袖のタートルネックの下着
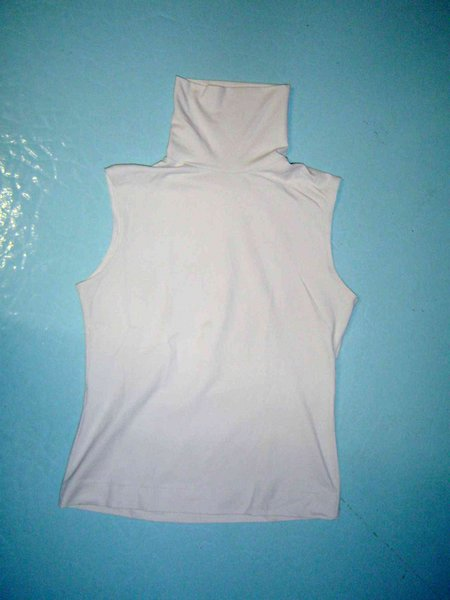
ノースリーブのタートルネックの下着